# ホセ・マヌエル・スアレス・リバス
シエテス（Sietes）ことホセ・マヌエル・スアレス・リバス（José Manuel Suárez Rivas、1974年2月18日 - ）は、スペイン・アストゥリアス州ビリャビシオサ出身の元サッカー選手。現役時代のポジションはDF。

## 経歴
レアル・オビエドのカンテラなどで育成され、1993年3月27日、プリメーラ・ディビシオンのレアル・バリャドリード戦にて、ラドミル・アンティッチ監督の下後半からベルトとの途中交代でトップチームデビューを飾った。トップチーム2シーズン目にあたる1994-95シーズンに20歳にしてレギュラーの座を掴むと、同シーズン終了後にバレンシアCFへと引き抜かれた。バレンシアでの1年目はリーグ戦20試合程度の出場にとどまったが、シーズン終了後のアトランタオリンピックに臨むU-23スペイン代表へ招集され、1試合に出場した。
1997年の夏にラシン・サンタンデールへ移籍すると、アラベスへのレンタル移籍や負傷による離脱を除いて約5シーズンもの間レギュラーとして活躍した。以降はイングランドのワトフォードFCやレアル・ムルシアといったクラブでプレーし、2012-13シーズン終了後に故郷のレアル・アビレスCFで現役を引退した。
現役引退後はサッカーから離れて故郷ビリャビシオサの市議会議員などを務めたが、2019年からRCDマジョルカでスカウトとして働いている。

## タイトル

### クラブ
ヌマンシア
- セグンダ・ディビシオン : 1回 (2007-08)